# 蓝颊鹦嘴鱼
蓝颊鹦嘴鱼（学名：Scarus janthochir）为鹦嘴鱼科鹦嘴鱼属的鱼类。分布于印度洋非洲东岸至太平洋西部、印度尼西亚、菲律宾、北达琉球群岛以及南海诸岛等，属于珊瑚礁鱼类。其常见于礁盘及其边缘。